# Konstantinos Stafylidis
Konstantinos „Kóstas“ Stafylidis (griechisch Κωνσταντίνος Σταφυλίδης, * 2. Dezember 1993 in Thessaloniki) ist ein griechischer Fußballspieler. 

## Karriere
Konstantinos Stafylidis wechselte 2011 aus der Jugend in die erste Mannschaft von PAOK Saloniki. In der griechischen Super League debütierte er am 20. November 2011 beim 3:0-Sieg im Heimspiel gegen Panetolikos; er bereitete den 2:0-Zwischenstand vor. Sein erstes Tor gelang ihm am 6. Januar 2013 beim Sieg im Auswärtsspiel gegen Panthrakikos mit einem Kopfball-Treffer zum 4:1-Endstand in der 90. Minute.
Zur Saison 2013/14 wechselte Stafylidis zu Bayer 04 Leverkusen. Sein Bundesliga-Debüt gab er am 30. November 2013 beim 3:0-Sieg im Heimspiel gegen den 1. FC Nürnberg, als er in der 83. Minute für Gonzalo Castro eingewechselt wurde.
Zur Saison 2014/15 wurde Stafylidis an den Premier-League-Absteiger FC Fulham ausgeliehen. Sein Pflichtspieldebüt für Fulham gab er am 9. August 2014 im Auswärtsspiel bei Ipswich Town, in dem er in der Startformation aufgeboten und über die volle Spielzeit eingesetzt wurde. Insgesamt bestritt er 38 der 46 Ligaspiele.
Nach Ende der Leihfrist kehrte Stafylidis nach Leverkusen zurück. Da er in der Bayer-Elf keine Berücksichtigung fand, wechselte er am 20. August 2015 zum FC Augsburg. Stafylidis erhielt zunächst einen bis zum 30. Juni 2017 laufenden Vertrag. Sein erstes Bundesligator erzielte er am 6. Februar 2016 bei der 1:2-Niederlage im Auswärtsspiel gegen den FC Ingolstadt 04 mit dem Treffer zum 1:0 in der 14. Minute. In der Winterpause 2017/18 wurde er für sechs Monate an den englischen Erstligisten Stoke City verliehen.
Zur Saison 2019/20 wechselte Stafylidis zur TSG 1899 Hoffenheim, wo er einen Vertrag bis 2023 erhielt. Nachdem er in seiner ersten Saison in sieben Bundesligaspielen zum Zug gekommen war, blieb er in der Spielzeit 2020/21 aufgrund einer Schulterverletzung ohne Einsatz.
Die Saison 2021/22 verbrachte er leihweise beim Ligakonkurrenten VfL Bochum. Er absolvierte dort 24 Bundesligaspiele und hielt mit dem Aufsteiger die Klasse. Zur Sommervorbereitung 2022 kehrte Stafylidis zunächst zur TSG Hoffenheim zurück, die nun von André Breitenreiter trainiert wurde. Anfang Juli 2022 wechselte der Grieche jedoch erneut zum VfL Bochum, bei dem er einen Vertrag für die Saison 2022/23 unterschrieb.
Nachdem er ab Sommer 2023 vereinslos war, gab Hansa Rostock am 1. Februar 2024 bekannt, Stafylidis bis Saisonende 2023/24 unter Vertrag zu nehmen. Bereits am 4. Februar 2024 lief er bei der 1:2-Auswärtsniederlage gegen Hannover 96 erstmals für den FCH auf. Sein Vertrag wurde nicht verlängert und er verließ den Verein im Sommer 2024, nachdem Hansa in die 3. Liga abgestiegen war.
Nach einem Jahr ohne Verein wechselte er im Sommer 2025 nach Zypern zu APOEL Nikosia.

## Nationalmannschaft
Stafylidis nahm mit der U19-Nationalmannschaft an der vom 3. bis 15. Juli 2012 in Estland ausgetragenen U19-Europameisterschaft teil und war mit seiner Mannschaft erst im Finale der Auswahl Spaniens mit 0:1 unterlegen. Für die A-Nationalmannschaft debütierte er am 14. November 2012 in Dublin beim 1:0-Sieg im Länderspiel gegen die Auswahl Irlands.
Sein erstes Länderspieltor schoss er am 11. Oktober 2015 beim EM-Qualifikationsspiel gegen Ungarn, das Griechenland mit 4:3 gewann.